# Малая Терешка
Ма́лая Те́решка — река в России, протекает в Ульяновской области. Устье реки находится на 210-м км левого берега реки Терешка. Длина реки составляет 36 км. Площадь водосборного бассейна — 253 км².
В 26 км от устья, по правому берегу реки впадает река Сухая Терешка.

## Данные водного реестра
По данным государственного водного реестра России относится к Нижневолжскому бассейновому округу, водохозяйственный участок реки — Терешка от истока и до устья. Речной бассейн реки — Волга от верховий Куйбышевского вдхр. до впадения в Каспий.
Код объекта в государственном водном реестре — 11010001912112100010325.